# Campeonato Italiano de Futebol de 2024–25 – Primeira Divisão
A Primeira Divisão do Campeonato Italiano de Futebol da temporada 2024–25, (oficialmente Serie A Enilive 2024–25 por motivos de patrocínio ou Serie A Made in Italy 2024–25 para nomenclatura no exterior), foi a 123.ª edição da principal divisão do futebol italiano (93.ª como Serie A).
No dia 23 de maio de 2025, na vitória de 2 a 0 contra o Cagliari Calcio, o Napoli alcançou os 82 pontos e conquistou o Campeonato Italiano pela quarta vez na história.

## Regulamento
A Serie A é disputada por 20 clubes em dois turnos. Em cada turno, todos os times jogam entre si uma única vez. Os jogos do segundo turno foram realizados na mesma ordem do primeiro, apenas com o mando de campo invertido. Não houve campeões por turnos, sendo declarado campeão da Itália o time que obteve o maior número de pontos após as 38 rodadas.

### Critérios de desempate
Caso haja empate de pontos entre dois clubes, os critérios de desempates foram aplicados na seguinte ordem:
1. Confronto direto
2. Saldo de gols
3. Gols marcados

## Participantes
Em 1 de maio de 2024, o Parma retornou à Série A após uma ausência de três anos, enquanto, em 10 de maio de 2024, Como também retornou à Série A, após uma ausência de vinte um anos, e em 2 de junho de 2024, o Venezia venceu o Cremonese nos play-offs de promoção e confirmando seu retorno à Série A após uma ausência de dois anos.

### Promovidos e Rebaixados
| Pos | Promovidos da Serie B de 2023–24 |
| --- | -------------------------------- |
| 1º  | Parma                            |
| 2º  | Como                             |
| 3°  | Venezia (Play-offs)              |

| Pos | Rebaixados da Serie A de 2023–24 |
| --- | -------------------------------- |
| 18º | Frosinone                        |
| 19º | Sassuolo                         |
| 20º | Salernitana                      |

### Informação dos clubes
| Equipe         | Treinador            | Cidade   | Região             | Estádio                | Capac. | Título(s)              | 2023–24 |
| -------------- | -------------------- | -------- | ------------------ | ---------------------- | ------ | ---------------------- | ------- |
| Atalanta       | Gian Piero Gasperini | Bérgamo  | Lombardia          | Gewiss Stadium         | 25 000 | 0 (não possui)         | 4º      |
| Bologna        | Vincenzo Italiano    | Bolonha  | Emília-Romanha     | Renato Dall'Ara        | 36 462 | 7 (último em 1963–64)  | 5º      |
| Cagliari       | Davide Nicola        | Cagliari | Sardenha           | Unipol Domus           | 16 416 | 0 (não possui)         | 16°     |
| Como           | Cesc Fàbregas        | Como     | Lombardia          | Giuseppe Sinigaglia    | 13 602 | 0 (não possui)         | 2º (B)  |
| Empoli         | Roberto D'Aversa     | Empoli   | Toscana            | Carlo Castellani       | 16 284 | 0 (não possui)         | 17º     |
| Fiorentina     | Raffaele Palladino   | Florença | Toscana            | Artemio Franchi        | 45 000 | 2 (último em 1968–69)  | 8°      |
| Genoa          | Alberto Gilardino    | Gênova   | Ligúria            | Luigi Ferraris         | 36 599 | 9 (em 1923–24)         | 11°     |
| Hellas Verona  | Paolo Zanetti        | Verona   | Vêneto             | Marcantonio Bentegodi  | 39 371 | 1 (em 1984–85)         | 13°     |
| Internazionale | Simone Inzaghi       | Milão    | Lombardia          | Giuseppe Meazza        | 75 923 | 20 (último em 2023–24) | 1°      |
| Juventus       | Thiago Motta         | Turim    | Piemonte           | Allianz Stadium        | 41 507 | 36 (último em 2019–20) | 3º      |
| Lazio          | Marco Baroni         | Roma     | Lácio              | Olímpico de Roma       | 70 634 | 2 (último em 1999–00)  | 7°      |
| Lecce          | Luca Gotti           | Lecce    | Apúlia             | Via del Mare           | 31 533 | 0 (não possui)         | 14°     |
| Milan          | Paulo Fonseca        | Milão    | Lombardia          | San Siro               | 75 923 | 19 (último em 2021–22) | 2º      |
| Monza          | Alessandro Nesta     | Monza    | Lombardia          | Stadio Brianteo        | 15 039 | 0 (não possui)         | 12°     |
| Napoli         | Antonio Conte        | Nápoles  | Campânia           | Diego Armando Maradona | 54 726 | 3 (último em 2022–23)  | 10º     |
| Parma          | Fabio Pecchia        | Parma    | Emília-Romanha     | Ennio Tardini          | 22 359 | 0 (não possui)         | 1º (B)  |
| Roma           | Daniele De Rossi     | Roma     | Lácio              | Olímpico de Roma       | 70 634 | 3 (último em 2000–01)  | 6º      |
| Torino         | Paolo Vanoli         | Turim    | Piemonte           | Olímpico de Turim      | 28 958 | 7 (último em 1975–76)  | 9º      |
| Udinese        | Kosta Runjaić        | Udine    | Friul-Veneza Júlia | Friuli                 | 25 144 | 0 (não possui)         | 15º     |
| Venezia        | Eusebio Di Francesco | Veneza   | Vêneto             | Pier Luigi Penzo       | 7 789  | 0 (não possui)         | 3º (B)  |

### Número de times por região
| N°. de times | Regiões            | Time(s)                                       |
| ------------ | ------------------ | --------------------------------------------- |
| 5            | Lombardia          | Atalanta, Como, Internazionale, Milan e Monza |
| 2            | Emília-Romanha     | Bologna e Parma                               |
| 2            | Lácio              | Lazio e Roma                                  |
| 2            | Piemonte           | Juventus e Torino                             |
| 2            | Toscana            | Empoli e Fiorentina                           |
| 2            | Vêneto             | Hellas Verona e Venezia                       |
| 1            | Campânia           | Napoli                                        |
| 1            | Friul-Veneza Júlia | Udinese                                       |
| 1            | Apúlia             | Lecce                                         |
| 1            | Ligúria            | Genoa                                         |
| 1            | Sardenha           | Cagliari                                      |

## Classificação
| Pos | Equipe         | Pts | J  | V  | E  | D  | GP | GC | SG  | Classificação ou descenso                                          |
| --- | -------------- | --- | -- | -- | -- | -- | -- | -- | --- | ------------------------------------------------------------------ |
| 1   | Napoli         | 82  | 38 | 24 | 10 | 4  | 59 | 27 | +32 | Fase de liga da Liga dos Campeões da UEFA de 2025–26               |
| 2   | Internazionale | 81  | 38 | 24 | 9  | 5  | 79 | 35 | +44 | Fase de liga da Liga dos Campeões da UEFA de 2025–26               |
| 3   | Atalanta       | 74  | 38 | 22 | 8  | 8  | 78 | 37 | +41 | Fase de liga da Liga dos Campeões da UEFA de 2025–26               |
| 4   | Juventus       | 70  | 38 | 18 | 16 | 4  | 58 | 35 | +23 | Fase de liga da Liga dos Campeões da UEFA de 2025–26               |
| 5   | Roma           | 69  | 38 | 20 | 9  | 9  | 56 | 35 | +21 | Fase de liga da Liga Europa da UEFA de 2025–26                     |
| 6   | Fiorentina     | 65  | 38 | 19 | 8  | 11 | 60 | 41 | +19 | Play-off da Liga Conferência da UEFA de 2025–26                    |
| 7   | Lazio          | 65  | 38 | 18 | 11 | 9  | 61 | 49 | +12 |                                                                    |
| 8   | Milan          | 63  | 38 | 18 | 9  | 11 | 61 | 43 | +18 |                                                                    |
| 9   | Bologna        | 62  | 38 | 16 | 14 | 8  | 57 | 47 | +10 | Qualificação para a Fase de liga da Liga Europa da UEFA de 2025–26 |
| 10  | Como           | 49  | 38 | 13 | 10 | 15 | 49 | 52 | −3  |                                                                    |
| 11  | Torino         | 44  | 38 | 10 | 14 | 14 | 39 | 45 | −6  |                                                                    |
| 12  | Udinese        | 44  | 38 | 12 | 8  | 18 | 41 | 56 | −15 |                                                                    |
| 13  | Genoa          | 43  | 38 | 10 | 13 | 15 | 37 | 49 | −12 |                                                                    |
| 14  | Hellas Verona  | 37  | 38 | 10 | 7  | 21 | 34 | 66 | −32 |                                                                    |
| 15  | Cagliari       | 36  | 38 | 9  | 9  | 20 | 40 | 56 | −16 |                                                                    |
| 16  | Parma          | 36  | 38 | 7  | 15 | 16 | 44 | 58 | −14 |                                                                    |
| 17  | Lecce          | 34  | 38 | 8  | 10 | 20 | 27 | 58 | −31 |                                                                    |
| 18  | Empoli         | 31  | 38 | 6  | 13 | 19 | 33 | 59 | −26 | Zona de rebaixamento à Série B de 2025–26                          |
| 19  | Venezia        | 29  | 38 | 5  | 14 | 19 | 32 | 56 | −24 | Zona de rebaixamento à Série B de 2025–26                          |
| 20  | Monza          | 18  | 38 | 3  | 9  | 26 | 28 | 69 | −41 | Zona de rebaixamento à Série B de 2025–26                          |

1. ↑  Os vencedores da Coppa Italia de 2024–25 também se classificam para a fase da liga Europa League (ou o time em sexto lugar se os vencedores da Coppa Italia terminarem entre os cinco primeiros). Se os vencedores da Coppa Italia terminarem entre os seis primeiros, a vaga na Conference League será passada para o time em sétimo lugar.
2. 1 2  Fiorentina terminou à frente da Lazio nos pontos de confronto direto: Fiorentina 2–1 Lazio, Lazio 1–2 Fiorentina.
3. ↑  Bolonha se classificou para a fase de grupos da Liga Europa como vencedor da Copa Itália 2024–25.
4. 1 2  O Torino terminou à frente da Udinese nos pontos no confronto direto: Udinese 2–2 Torino, Torino 2–0 Udinese.
5. 1 2  Cagliari terminou à frente do Parma nos pontos de confronto direto: Parma 2–3 Cagliari, Cagliari 2–1 Parma.

## Confrontos
| Mandante \ Visitante | ATA | BOL | CAG | COM | EMP | FIO | GEN | VER | INT | JUV | LAZ | LEC | MIL | MON | NAP | PAR | ROM | TOR | UDI | VEN |
| -------------------- | --- | --- | --- | --- | --- | --- | --- | --- | --- | --- | --- | --- | --- | --- | --- | --- | --- | --- | --- | --- |
| Atalanta             | —   | 2–0 | 0–0 | 2–3 | 3–2 | 3–2 | 5–1 | 6–1 | 0–2 | 1–1 | 0–1 | 1–1 | 2–1 | 2–0 | 2–3 | 2–3 | 2–1 | 1–1 | 2–1 | 0–0 |
| Bologna              | 1–1 | —   | 2–1 | 2–0 | 1–1 | 1–0 | 1–3 | 2–3 | 1–0 | 1–1 | 5–0 | 1–0 | 2–1 | 3–1 | 1–1 | 0–0 | 2–2 | 3–2 | 1–1 | 3–0 |
| Cagliari             | 0–1 | 0–2 | —   | 1–1 | 0–2 | 1–2 | 1–1 | 1–0 | 0–3 | 0–1 | 1–2 | 4–1 | 3–3 | 3–0 | 0–4 | 2–1 | 0–0 | 3–2 | 1–2 | 3–0 |
| Como                 | 1–2 | 2–2 | 3–1 | —   | 1–1 | 0–2 | 1–0 | 3–2 | 0–2 | 1–2 | 1–5 | 2–0 | 1–2 | 1–1 | 2–1 | 1–1 | 2–0 | 1–0 | 4–1 | 1–1 |
| Empoli               | 0–5 | 1–1 | 0–0 | 1–0 | —   | 0–0 | 1–2 | 1–2 | 0–3 | 0–0 | 0–1 | 1–3 | 0–2 | 0–0 | 0–1 | 2–1 | 0–1 | 0–1 | 1–1 | 2–2 |
| Fiorentina           | 1–0 | 3–2 | 1–0 | 0–2 | 2–1 | —   | 2–1 | 3–1 | 3–0 | 3–0 | 2–1 | 1–0 | 2–1 | 2–2 | 0–3 | 0–0 | 5–1 | 1–1 | 1–2 | 0–0 |
| Genoa                | 2–3 | 2–2 | 2–2 | 1–1 | 1–1 | 0–1 | —   | 0–2 | 2–2 | 0–3 | 0–2 | 2–1 | 1–2 | 2–0 | 1–2 | 1–0 | 1–1 | 0–0 | 1–0 | 2–0 |
| Hellas Verona        | 0–5 | 1–2 | 0–2 | 1–1 | 1–4 | 1–0 | 0–0 | —   | 0–5 | 0–3 | 0–3 | 1–1 | 0–1 | 0–3 | 3–0 | 0–0 | 3–2 | 2–3 | 0–0 | 2–1 |
| Internazionale       | 4–0 | 2–2 | 3–1 | 2–0 | 3–1 | 2–1 | 1–0 | 1–0 | —   | 4–4 | 2–2 | 2–0 | 1–2 | 3–2 | 1–1 | 3–1 | 0–1 | 3–2 | 2–1 | 1–0 |
| Juventus             | 0–4 | 2–2 | 1–1 | 3–0 | 4–1 | 2–2 | 1–0 | 2–0 | 1–0 | —   | 1–0 | 2–1 | 2–0 | 2–0 | 0–0 | 2–2 | 0–0 | 2–0 | 2–0 | 2–2 |
| Lazio                | 1–1 | 3–0 | 2–1 | 1–1 | 2–1 | 1–2 | 3–0 | 2–1 | 0–6 | 1–1 | —   | 0–1 | 2–2 | 5–1 | 2–2 | 2–2 | 1–1 | 1–1 | 1–1 | 3–1 |
| Lecce                | 0–4 | 0–0 | 1–0 | 0–3 | 1–1 | 0–6 | 0–0 | 1–0 | 0–4 | 1–1 | 1–2 | —   | 2–3 | 2–1 | 0–1 | 2–2 | 0–1 | 1–0 | 0–1 | 1–1 |
| Milan                | 0–1 | 3–1 | 1–1 | 2–1 | 3–0 | 2–2 | 0–0 | 1–0 | 1–1 | 0–0 | 1–2 | 3–0 | —   | 2–0 | 0–2 | 3–2 | 1–1 | 2–2 | 1–0 | 4–0 |
| Monza                | 0–4 | 1–2 | 1–2 | 1–3 | 1–3 | 2–1 | 0–1 | 0–1 | 1–1 | 1–2 | 0–1 | 0–0 | 0–1 | —   | 0–1 | 1–1 | 1–1 | 0–2 | 1–2 | 2–2 |
| Napoli               | 0–3 | 3–0 | 2–0 | 3–1 | 3–0 | 2–1 | 2–2 | 2–0 | 1–1 | 2–1 | 0–1 | 1–0 | 2–1 | 2–0 | —   | 2–1 | 1–0 | 2–0 | 1–1 | 1–0 |
| Parma                | 1–3 | 2–0 | 2–3 | 0–1 | 1–1 | 1–1 | 0–1 | 2–3 | 2–2 | 1–0 | 3–1 | 1–3 | 2–1 | 2–1 | 0–0 | —   | 0–1 | 2–2 | 2–3 | 1–1 |
| Roma                 | 0–2 | 2–3 | 1–0 | 2–1 | 1–2 | 1–0 | 3–1 | 1–0 | 0–1 | 1–1 | 2–0 | 4–1 | 3–1 | 4–0 | 1–1 | 5–0 | —   | 1–0 | 3–0 | 2–1 |
| Torino               | 2–1 | 0–2 | 2–0 | 1–0 | 1–0 | 0–1 | 1–1 | 1–1 | 0–2 | 1–1 | 2–3 | 0–0 | 2–1 | 1–1 | 0–1 | 0–0 | 0–2 | —   | 2–0 | 1–1 |
| Udinese              | 0–0 | 0–0 | 2–0 | 1–0 | 3–0 | 2–3 | 0–2 | 0–1 | 2–3 | 0–2 | 2–1 | 1–0 | 0–4 | 1–2 | 1–3 | 1–0 | 1–2 | 2–2 | —   | 3–2 |
| Venezia              | 0–2 | 0–1 | 2–1 | 2–2 | 1–1 | 2–1 | 2–0 | 1–1 | 0–1 | 2–3 | 0–0 | 0–1 | 0–2 | 1–0 | 0–0 | 1–2 | 0–1 | 0–1 | 3–2 | —   |

## Estatísticas
Atualizado em 29 de março de 2025.

### Artilheiros
| Pos. | Jogador           | Equipe         | Gols |
| ---- | ----------------- | -------------- | ---- |
| 1    | Mateo Retegui     | Atalanta       | 22   |
| 2    | Moise Kean        | Fiorentina     | 15   |
| 3    | Ademola Lookman   | Atalanta       | 13   |
| 3    | Marcus Thuram     | Internazionale | 13   |
| 5    | Riccardo Orsolini | Bologna        | 11   |
| 5    | Lautaro Martínez  | Internazionale | 11   |
| 5    | Artem Dovbyk      | Roma           | 11   |
| 8    | Nikola Krstović   | Lecce          | 10   |
| 8    | Romelu Lukaku     | Napoli         | 10   |
| 8    | Lorenzo Lucca     | Udinese        | 10   |

### Assistentes
| Pos. | Jogador              | Equipe         | Assists. |
| ---- | -------------------- | -------------- | -------- |
| 1    | Nuno Tavares         | Lazio          | 8        |
| 1    | Romelu Lukaku        | Napoli         | 8        |
| 3    | Rafael Leão          | Milan          | 7        |
| 4    | Mattia Zaccagni      | Lazio          | 6        |
| 4    | Nicolò Barella       | Internazionale | 6        |
| 4    | Christian Pulišić    | Milan          | 6        |
| 4    | Juan Miranda         | Bologna        | 6        |
| 4    | Raoul Bellanova      | Atalanta       | 6        |
| 4    | Valentino Lazaro     | Torino         | 6        |
| 10   | Ademola Lookman      | Atalanta       | 5        |
| 10   | Nico Paz             | Como           | 5        |
| 10   | Charles De Ketelaere | Atalanta       | 5        |

### Clean sheets
| Pos. | Jogador                | Equipe         | Clean sheets |
| ---- | ---------------------- | -------------- | ------------ |
| 1    | Mile Svilar            | Roma           | 12           |
| 1    | Yann Sommer            | Internazionale | 12           |
| 1    | Michele Di Gregorio    | Juventus       | 12           |
| 4    | Marco Carnesecchi      | Atalanta       | 10           |
| 4    | Mike Maignan           | Milan          | 10           |
| 4    | Alex Meret             | Napoli         | 10           |
| 7    | Vanja Milinković-Savić | Torino         | 9            |
| 7    | David De Gea           | Fiorentina     | 9            |
| 9    | Nicola Leali           | Genoa          | 8            |
| 10   | Wladimiro Falcone      | Lecce          | 7            |
| 10   | Łukasz Skorupski       | Bologna        | 7            |

### Hat-trick
| Jogador       | Para           | Contra        | Resultado | Data                   | Ref.   |
| ------------- | -------------- | ------------- | --------- | ---------------------- | ------ |
| Mateo Retegui | Atalanta       | Genoa         | 5–1 (C)   | 5 de outubro de 2024   | [ 9 ]  |
| Marcus Thuram | Internazionale | Torino        | 3–2 (C)   | 5 de outubro de 2024   | [ 10 ] |
| Moise Kean    | Fiorentina     | Hellas Verona | 3–1 (C)   | 10 de novembro de 2024 | [ 11 ] |

### Poker-trick
| Jogador       | Para     | Contra        | Resultado | Data                   | Ref. |
| ------------- | -------- | ------------- | --------- | ---------------------- | ---- |
| Mateo Retegui | Atalanta | Hellas Verona | 5–0 (F)   | 8 de fevereiro de 2025 |      |

## Prêmios
| Campeonato Italiano de 2024–25 |
| ------------------------------ |
| Napoli Campeão (4.º título)    |

### Prêmios mensais
| Mês       | Jogador do Mês             | Jogador do Mês | Técnico do Mês       | Técnico do Mês | Gol do Mês      | Gol do Mês     | Ref.                 |
| Mês       | Jogador                    | Clube          | Técnico              | Clube          | Jogador         | Clube          | Ref.                 |
| --------- | -------------------------- | -------------- | -------------------- | -------------- | --------------- | -------------- | -------------------- |
| Agosto    | Marcus Thuram              | Internazionale | Paolo Vanoli         | Torino         | Nicolò Barella  | Internazionale | [ 12 ] [ 13 ] [ 14 ] |
| Setembro  | Khvicha Kvaratskhelia      | Napoli         | Antonio Conte        | Napoli         | Saúl Coco       | Torino         | [ 15 ] [ 16 ] [ 17 ] |
| Outubro   | Mateo Retegui              | Atalanta       | Marco Baroni         | Lazio          | Luca Mazzitelli | Como           | [ 18 ] [ 19 ] [ 20 ] |
| Novembro  | Moise Kean                 | Fiorentina     | Gian Piero Gasperini | Atalanta       | Gabriele Zappa  | Cagliari       | [ 21 ] [ 22 ] [ 23 ] |
| Dezembro  | Paulo Dybala               | Roma           | Simone Inzaghi       | Internazionale | Ché Adams       | Torino         | [ 24 ] [ 25 ] [ 26 ] |
| Janeiro   | André-Frank Zambo Anguissa | Napoli         | Antonio Conte        | Napoli         | Kenan Yıldız    | Juventus       | [ 27 ] [ 28 ] [ 29 ] |
| Fevereiro | Randal Kolo Muani          | Juventus       | Claudio Ranieri      | Roma           | Moise Kean      | Fiorentina     | [ 30 ] [ 31 ] [ 32 ] |
| Março     | Artem Dovbyk               | Roma           | Vincenzo Italiano    | Bologna        | Ondrej Duda     | Hellas Verona  | [ 33 ] [ 34 ] [ 35 ] |
| Abril     | Scott McTominay            | Napoli         | Cesc Fàbregas        | Como           | Dan Ndoye       | Bologna        | [ 36 ] [ 37 ] [ 38 ] |
| Maio      | Khéphren Thuram            | Juventus       | Cesc Fàbregas        | Como           | Scott McTominay | Napoli         | [ 39 ] [ 40 ] [ 41 ] |

### Prêmios sazonais
| Prêmio                 | Vencedor           | Clube          | Ref.   |
| ---------------------- | ------------------ | -------------- | ------ |
| Jogador Mais Valioso   | Scott McTominay    | Napoli         | [ 42 ] |
| Melhor Sub-23          | Nico Paz           | Como           | [ 42 ] |
| Melhor Goleiro         | Mile Svilar        | Roma           | [ 42 ] |
| Melhor Defensor        | Alessandro Bastoni | Internazionale | [ 42 ] |
| Melhor Meia            | Tijjani Reijnders  | AC Milan       | [ 42 ] |
| Melhor Atacante        | Mateo Retegui      | Atalanta       | [ 42 ] |
| Treinador da Temporada | Antonio Conte      | Napoli         | [ 43 ] |
| Momento Fair Play      | Claudio Ranieri    | Roma           | [ 44 ] |

| Equipe da Temporada | Equipe da Temporada   | Equipe da Temporada |
| Pos.                | Jogador               | Clube               |
| ------------------- | --------------------- | ------------------- |
| GO                  | David de Gea          | Fiorentina          |
| DE                  | Alessandro Bastoni    | Inter Milan         |
| DE                  | Federico Dimarco      | Inter Milan         |
| DE                  | Alessandro Buongiorno | Napoli              |
| DE                  | Giovanni Di Lorenzo   | Napoli              |
| DE                  | Amir Rrahmani         | Napoli              |
| DE                  | Evan Ndicka           | Roma                |
| ME                  | Kenan Yıldız          | Juventus            |
| ME                  | Manuel Locatelli      | Juventus            |
| ME                  | Nico Paz              | Como                |
| ME                  | Khéphren Thuram       | Juventus            |
| ME                  | Christian Pulisic     | AC Milan            |
| ME                  | Ademola Lookman       | Atalanta            |
| ME                  | Mattia Zaccagni       | Lazio               |
| ME                  | Tijjani Reijnders     | AC Milan            |
| ME                  | Riccardo Orsolini     | Bologna             |
| ME                  | Scott McTominay       | Napoli              |
| ME                  | Nicolò Barella        | Inter Milan         |
| AT                  | Mateo Retegui         | Atalanta            |
| AT                  | Moise Kean            | Fiorentina          |
| AT                  | Romelu Lukaku         | Napoli              |
| AT                  | Marcus Thuram         | Inter Milan         |
| AT                  | Ché Adams             | Torino              |